# Cầu Mỹ Lợi
Cầu Mỹ Lợi nằm trên tuyến đường Quốc lộ 50 nối Phước Đông, Cần Đước, Long An với Bình Đông, Gò Công, Tiền Giang. Cầu được khởi công vào ngày 25 tháng 1 năm 2014, đến ngày 2 tháng 9 năm 2015 thì hoàn thành.

## Thông số kỹ thuật
Cầu Mỹ Lợi có tổng chiều dài toàn tuyến khoảng 2.691 mét, phần cầu chính dài 1.422 mét, điểm đầu tại Km33+650, điểm cuối tại Km36+543 trên Quốc lộ 50. Tải trọng thiết kế HL93, tốc độ thiết kế 80 km/h. Mặt cắt ngang rộng 12 mét, đảm bảo lưu thông 2 làn xe cơ giới và 2 làn xe thô sơ.
Dự án do liên danh Công ty CP Phát triển bất động sản Phát Đạt và Công ty CP Đầu tư và Phát triển hạ tầng 620 thực hiện theo hình thức Hợp đồng xây dựng – kinh doanh - chuyển giao (BOT) với Tổng mức đầu tư là 1.438 tỷ 952 triệu đồng, trong đó tổng vốn đầu tư BOT là 1.312 tỷ 971 triệu đồng, còn lại là vốn ngân sách Nhà nước.
Cầu được xây dựng bằng kết cấu bê tông cốt thép và bê tông cốt thép dự ứng lực. Phần đường là tiêu chuẩn đường cấp III đồng bằng, quy mô mặt cắt ngang: Bnền=12m, Bmặt=11m, có tận dụng nền đường đã đắp Bnền = 19,5m; mặt đường cấp cao A1, mô đuyn đàn hồi yêu cầu Eyc ³ 140Mpa. Diện tích sử dụng đất khoảng 9.78 ha.

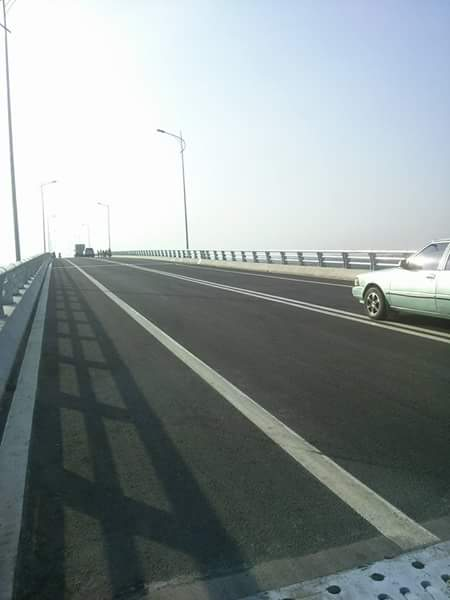
Cầu Mỹ Lợi đoạn từ huyện Cần Đước sang